# Selemon Barega
Selemon Barega Shirtaga (Guraghe, 20 gennaio 2000) è un mezzofondista etiope, campione olimpico dei 10000 metri piani a Tokyo 2020.

## Biografia
Vince la sua prima medaglia internazionale nel 2016, conquistando l'oro nei 5000 m piani ai Mondiali under 20 di Bydgoszcz. L'anno successivo, grazie anche ad un buon risultato conseguito al meeting Athletissima di Losanna, viene selezionato per partecipare ai Mondiali di Londra 2017 dove conclude al quinto posto la gara dei 5000 m piani.
Nel 2018 corre i 5000 m piani al Memorial Van Damme di Bruxelles in 12'43"02, tempo che lo posiziona al 4º posto tra i migliori atleti di sempre della specialità. L'anno successivo vince la medaglia d'argento nei 5000 m ai mondiali di Doha 2019 e nello stesso anno partecipa al progetto Ineos 1.59 facendo da lepre a Eliud Kipchoge.
Nel 2020, in occasione del Golden Spike Ostrava, corre i 5000 m piani in 12'49"08, suo personale stagionale, preceduto dall'ugandese Jacob Kiplimo. L'anno successivo, ai Giochi olimpici di Tokyo, vince la medaglia d'oro nei 10000 m piani con il tempo di 27'43"22.
Nel 2023 vince la medaglia di bronzo nei 10000 m piani a Budapest 2023 con un tempo di 27'52''72, preceduto dall'Ugandese Joshua Cheptegei e dal Kenyano Daniel Ebenyo.

## Palmarès
| Anno | Manifestazione      | Sede       | Evento         | Risultato | Prestazione | Note                          |
| ---- | ------------------- | ---------- | -------------- | --------- | ----------- | ----------------------------- |
| 2016 | Campionati africani | Durban     | 5000 m piani   | dns       | dns         |                               |
| 2016 | Mondiali U20        | Bydgoszcz  | 5000 m piani   | Oro       | 13'21"21    | Miglior prestazione personale |
| 2017 | Africani U20        | Tlemcen    | 5000 m piani   | Oro       | 13'51"43    |                               |
| 2017 | Mondiali U18        | Nairobi    | 3000 m piani   | Oro       | 7'47"16     | Miglior prestazione personale |
| 2017 | Mondiali            | Londra     | 5000 m piani   | 5º        | 13'35"34    |                               |
| 2017 | Mondiali di cross   | Kampala    | Corsa U20      | 5º        | 23'03"      |                               |
| 2017 | Mondiali di cross   | Kampala    | A squadre      | Oro       | 17 p.       |                               |
| 2018 | Mondiali indoor     | Birmingham | 3000 m piani   | Argento   | 8'15"59     |                               |
| 2018 | Mondiali U20        | Tampere    | 5000 m piani   | 4º        | 13'21"16    |                               |
| 2018 | Campionati africani | Asaba      | 5000 m piani   | 4º        | 13'52"27    |                               |
| 2019 | Mondiali            | Doha       | 5000 m piani   | Argento   | 12'59"70    |                               |
| 2021 | Giochi olimpici     | Tokyo      | 10000 m piani  | Oro       | 27'43"22    |                               |
| 2022 | Mondiali indoor     | Belgrado   | 3000 m piani   | Oro       | 7'41"38     |                               |
| 2022 | Mondiali            | Eugene     | 5000 m piani   | 12º       | 13'19"62    |                               |
| 2022 | Mondiali            | Eugene     | 10000 m piani  | 5º        | 27'28"39    |                               |
| 2023 | Mondiali di cross   | Bathurst   | Corsa seniores | 12º       | 30'16"      |                               |
| 2023 | Mondiali di cross   | Bathurst   | A squadre      | Argento   | 33 p.       |                               |
| 2023 | Mondiali            | Budapest   | 10000 m piani  | Bronzo    | 27'52"72    |                               |
| 2024 | Mondiali indoor     | Glasgow    | 3000 m piani   | Bronzo    | 7'43"64     |                               |
| 2024 | Giochi Olimpici     | Parigi     | 10000 m piani  | 7º        | 26'44"48    |                               |

## Campionati nazionali
2016
- Bronzo ai campionati etiopi, 5000 m piani - 13'53"6

2018
- Bronzo ai campionati etiopi, 5000 m piani - 13'33"4

2019
- Oro ai campionati etiopi, 10000 m piani - 28'23"7

## Altre competizioni internazionali
2017
- Argento all'Athletissima ( Losanna), 5000 m piani - 12'55"58
- 4º al Weltklasse Zurich ( Zurigo), 5000 m piani - 13'07"35
- Oro alla Cinque Mulini ( San Vittore Olona) - 33'43"

2018
- Oro al Prefontaine Classic ( Eugene), 2 miglia - 8'20"12
- Oro al Bauhaus-Galan ( Stoccolma), 5000 m piani - 13'04"05
- Argento all'Athletissima ( Zurigo), 5000 m piani - 13'02"67
- Oro al Memorial Van Damme ( Bruxelles), 5000 m piani - 12'43"02
- Vincitore della Diamond League nella specialità dei 3000 / 5000 m piani

2019
- Argento al Campaccio ( San Giorgio su Legnano)
- Argento allo Shanghai Golden Grand Prix ( Shanghai), 5000 m piani - 13'04"71
- Argento al Golden Gala Pietro Mennea ( Roma), 5000 m piani - 12'53"04
- Oro ai Bislett Games ( Oslo), 3000 m piani - 7'32"17
- Bronzo al Prefontaine Classic ( Stanford), 2 miglia - 8'08"69
- Argento all'Athletissima ( Losanna), 5000 m piani - 13'01"99
- 5º al Weltklasse Zurich ( Zurigo), 5000 m piani - 12'59"66

2021
- Vincitore del World Indoor Tour nella specialità dei 1500 m piani
- Argento al Prefontaine Classic ( Eugene), 2 miglia - 8'09"82
- 5º all'Athletissima ( Losanna), 3000 m piani - 7'37"62

2022
- Oro al Meeting de Paris ( Parigi), 5000 m piani - 12'56"19
- Bronzo al Prefontaine Classic ( Eugene), 5000 m piani - 13'07"30
- 4º al Golden Gala ( Roma), 5000 m piani - 12'54"87

2023
- 9º al Golden Gala ( Firenze), 5000 m piani - 12'56"18
- 5º all'Athletissima ( Losanna), 5000 m piani - 13'00"20
- Argento al Doha Diamond League ( Doha), 3000 m piani - 7'27"16
- Oro al Cross Internacional Juan Muguerza ( Elgoibar) - 33'14"
- Argento al Weltklasse Zürich ( Zurigo), 5000 m piani - 12'54"17
- 4º alla Mezza maratona di Valencia ( Valencia) - 57'50"

2024
- Oro alla Shanghai Diamond League ( Suzhou), 5000 m piani - 12'55"68
- Bronzo al Golden Gala ( Roma), 5000 m piani - 12'51"39
- 6º alla Mezza maratona di Valencia ( Valencia) - 58'57"

2025
- Bronzo al Prefontaine Classic ( Eugene), 10000 m piani - 26'44"13
- Oro alla Maratona di Siviglia ( Siviglia) - 2h05'05"
- Oro alla Great Manchester Run ( Manchester) - 27'49"

## Riconoscimenti
- Atleta mondiale emergente dell'anno (2019)